# Berliner Tagebuch

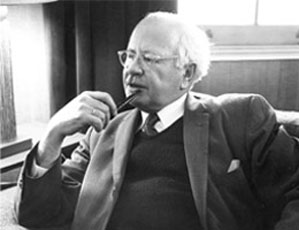
Shirer im Jahr 1961

Berlin Diary: The Journal of a Foreign Correspondent, 1934–1941 ist ein 1941 veröffentlichter editierter Bericht des amerikanischen Journalisten und Historikers William Lawrence Shirer. Im Buch finden sich seine Einschätzungen als Wortjournalist ab 11. Januar 1934 bis zum Ende seiner Tätigkeit in Europa, zuletzt als Radiokorrespondent für CBS, und Überfahrt in die Vereinigten Staaten von Portugal aus am 13. Dezember 1940. Material aus dem Tagebuch wurde später auch in Shirers Erfolgswerk Aufstieg und Fall des Dritten Reiches veröffentlicht.

## Geschichte
Shirer war vor dem Arbeitsbeginn in Berlin im August 1934 kurze Zeit in Paris tätig und kabelte seine Berichte an Universal News der Hearst-Medien. Im Jahr 1937 endete der Universal Service und Shirer berichtete für einige Wochen zuhanden International News Service, der zweiten von Hearst gegründeten Nachrichtenagentur, erhielt aber bald eine Kündigung. In dieser Zeit erhielt er ein Angebot des Europa-Verantwortlichen von CBS, Edward R. Murrow. Die Radioübertragungen erfolgten in den folgenden Jahren auch oft aus London, wo schon 1938 freier gesprochen werden konnte. Shirer besuchte im Mai 1940 Löwen in Belgien, wo die große Universitätsbibliothek Löwen zerstört worden war, sowie im Juni 1940 Paris, unmittelbar nach der Kapitulation Frankreichs.
Beim Inhalt handelt es sich um eine Bearbeitung durch Shirer, welche speziell für die Zeit von 1934 bis 1938 literarisch rückblickend geschrieben wurde und darum in wesentlichen Punkten von seinen originalen Notizen abweicht. Nach Shirers Tod stellte sich heraus, dass er die Druckfassung gegenüber dem Urmanuskript des Tagebuchs „kräftig redigiert“ hatte, d .h., dass diese Urfassung entschieden NS-freundlicher war als die Druckausgabe.
Etwa die Hälfte des ganzen Buches beanspruchen die Ereignisse des Jahres 1940. Das Buch wurde am 20. Juni 1941 durch den Verlag Alfred A. Knopf herausgegeben, unmittelbar vor dem Eintritt der USA in den Zweiten Weltkrieg.
Die Zensur wurde für den aus dem neutralen Amerika stammenden Shirer immer wieder ein Hindernis, die Beiträge wurden routinemäßig vom Propagandaministerium zensiert, dies steigerte sich insbesondere nach der Invasion Dänemarks und Norwegens im April 1940.
Lange zuvor hatte es im Januar 1936 bereits eine Kampagne gegen Shirer gegeben aufgrund seiner in Berlin unliebsamen Berichterstattung unmittelbar vor den Olympischen Spielen.

## Ausgaben
- William L. Shirer: Berlin Diary. The Journal of a Foreign Correspondent 1934–1941. New York: Alfred A. Knopf, 1941.
- William L. Shirer: Berliner Tagebuch. Aufzeichnungen 1934–1941. Übertragen und herausgegeben von Jürgen Schebera, Kiepenheuer, Leipzig, Weimar 1991, ISBN 3-378-00475-4 (deutsche Erstveröffentlichung).